# تيم وليامز (مغن مؤلف)
تيم وليامز (بالإنجليزية: Tim Williams)‏ هو مغن مؤلف أمريكي، ولد في 5 نوفمبر 1979.

## وصلات خارجية
- الموقع الرسمي
- تيم وليامز على موقع ميوزك برينز (الإنجليزية)
- تيم وليامز على موقع أول ميوزيك (الإنجليزية)
- تيم وليامز على موقع ديسكوغز (الإنجليزية)